# 副热带干旱半干旱气候
副热带干旱半干旱气候主要分布于热带干旱半干旱气候的向高纬一侧，约在纬度25至35度的大陆西岸和内陆地区。具体分布于：北非、约旦、叙利亚、伊拉克、美国西南部、墨西哥北部、澳大利亚南部、潘帕斯南部、巴塔哥尼亚和南非部分地区。

## 成因
受副熱帶高氣壓和干燥信风作用形成。

## 副型

### 副热带干旱气候
是热带干旱气候向高纬的延伸。

1. 与热带干旱气候的共同点：少雨、少云、日照强、气温高、蒸发旺盛。
2. 与热带干旱气候的不同点：
  1. 凉季气温较低，年较差比热带干旱气候大。原因在于盛夏时气温与热带干旱气候相似，但凉季时因纬度较高获得太阳辐射少，且有极地大陆气团侵入。
  2. 凉季有气旋雨。凉季常受温带气旋影响，8月份（南半球为2月份）热带海洋气团入侵，有少量的对流雨。

### 副热带半干旱气候
位于副热带干旱气候区和地中海式气候区之间。与副热带干旱气候相比的差别:
1. 最热月气温比它低。
2. 冬季降水比它多。

## 代表城市
- 埃及 开罗
- 埃及 苏伊士
- 沙烏地阿拉伯 利雅得
- 伊拉克 巴格达
- 伊拉克 巴士拉
- 美国 菲尼克斯
- 美国 拉斯維加斯
- 艾利斯斯普林斯
- 阿根廷 圣胡安